# Bridgman (Michigan)
Bridgman è un comune degli Stati Uniti d'America, situato nello Stato del Michigan, nella contea di Berrien.